# 中垣輝光
中垣 輝光（なかがき てるみつ、1961年11月12日 - 2010年2月15日）は、元競輪選手。日本競輪選手会福岡支部に在籍していた。現役当時のホームバンクは久留米競輪場。

## 来歴
日本競輪学校第47期生。1981年4月26日、甲子園競輪場でデビュー(4着)。初勝利は同年7月18日の観音寺競輪場。
2010年2月15日、広島競輪場第3レース・A級チャレンジ予選で、最終5周目に入ってから他の8選手よりも大きく遅れ始め、最終第3コーナー付近でよろけるように倒れた。既に心肺停止状態だったため、近くの病院に運ばれたが、まもなく死亡した。48歳没。死因は虚血性心疾患だった。
選手登録削除日は2010年2月16日。通算戦績2112戦113勝、優勝6回。